# 1914-15 Star
La 1914-15 Star era una medaglia di campagna militare inglese coniata per ricompensare quanti avessero partecipato alla prima guerra mondiale.

## Storia
La 1914-15 Star venne approvata dal governo britannico nel 1918 per ricompensare quanti, ufficiali e uomini dell'esercito inglese e imperiale britannico che avessero prestato servizio in uno qualsiasi dei teatri di guerra della prima guerra mondiale tra il 5 agosto 1914 ed il 31 dicembre 1915 (oltre a quanti avevano già ottenuto la 1914 Star).
Coloro che ricevettero questa medaglia vennero anche insigniti della British War Medal e della Victory Medal. Vennero coniati in tutto 2.366.000 esemplari della 1914-15 Star tra cui:
- 283.500 medaglie assegnate a membri della Royal Navy.
- 71.150 medaglie assegnate a canadesi

## Descrizione
La medaglia è costituita da una stella a quattro punte di bronzo chiaro, sovrastata dalla corona reale inglese, il tutto avente un'altezza di 50mm ed una larghezza di 45mm. Il diritto presenta due gladi (spade) incrociate ed una corona d'alloro, oltre alle cifre reali di re Giorgio V e un cartiglio con la data del conflitto "1914-15". Il retro presenta invece uno spazio piano con lo spazio per iscrivervi il numero, il rango e il nome dell'insignito.
Il nastro è composto di tre strisce sfumate, una rossa, una bianca e una blu a riprendere i colori dell'Impero britannico ed il nastro giù usato per la 1914 Star.